# Butch

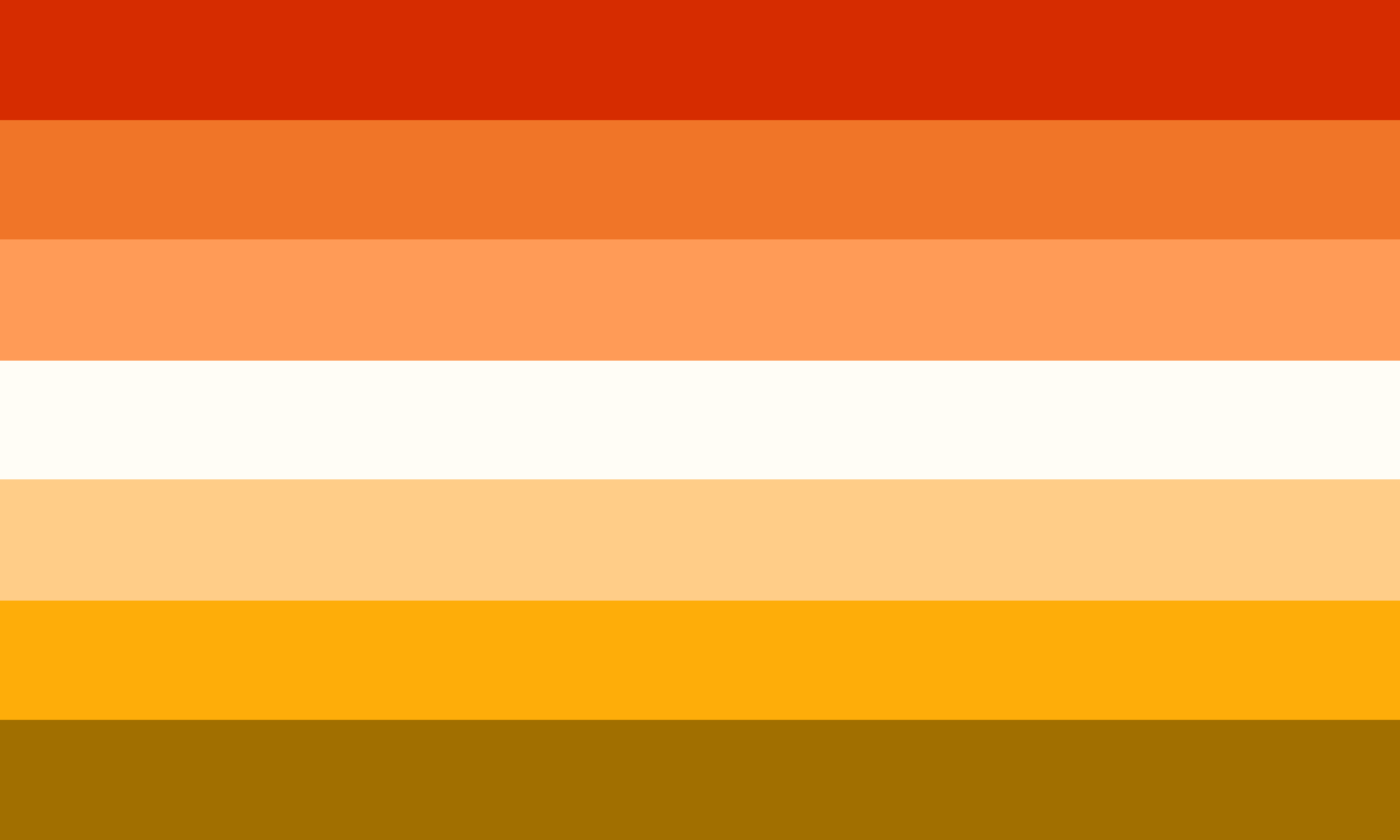

Una butch, también conocido como macha en español, es una identidad lesbiana/sáfica que muestra la masculinidad femenina o tradicional "masculinidad", en contraposición a una femme. La identificación con los términos no depende necesariamente de la apariencia física o expresión de género la persona, ni de la identidad de una pareja.

## Etimología e historia
El término stone butch fue popularizado por Leslie Feinberg en su novela de 1993 Stone Butch Blues, que describe las exploraciones de la protagonista de la comunidad lésbica/sáfica. Un gran segmento está dedicado a las tribulaciones de ser una butch y la experiencia de ser lesbiana/sáfica mientras se identifica con rasgos masculinos.

## Papel social
El término también se ha utilizado en referencia a una subcultura o un conjunto de gestos, en oposición a una declaración sobre el comportamiento sexual. En este contexto, "butch" puede describir lo opuesto a los atributos "femme" o "high femme" (o todavía "pillow queen"/"pillow princess", aunque una persona puede identificarse con ambas categorías.
Las identidades butch pueden superponerse con identidades de género no binarias e identidades masculinas transgénero entre mujeres lesbianas/sáficas asignadas. La socióloga Sara Crawley ha escrito que, si bien las identidades transexuales masculinas y butch pueden compartir características significativas, la distinción principal entre las dos es que la autoidentificación lesbiana/sáfica prioriza la comunicación de la propia identidad a una audiencia específicamente lesbiana/sáfica, mientras que la autoidentificación masculina transgénero no lo hace.